# You Forgot It in People
You Forgot It in People é o segundo álbum de estúdio da banda Broken Social Scene, lançado em 2002, foi vencedor do Juno Awards de Álbum Alternativo do Ano em 2003.

## Faixas
1. "Capture the Flag" – 2:08
2. "KC Accidental" – 3:50
3. "Stars and Sons" – 5:08
4. "Almost Crimes (Radio Kills Remix)" – 4:22
5. "Looks Just Like the Sun" – 4:23
6. "Pacific Theme" – 5:09
7. "Anthems for a Seventeen Year-Old Girl" – 4:35
8. "Cause = Time" – 5:30
9. "Late Nineties Bedroom Rock for the Missionaries" – 3:46
10. "Shampoo Suicide" – 4:05
11. "Lover's Spit" – 6:22
12. "I'm Still Your Fag" – 4:23
13. "Pitter Patter Goes My Heart" – 2:26